# Marcel Pié Barba
Marcel Pié Barba (Barcelona, 1980) és un realitzador català d'animació; dissenyador i professor de la Facultat de Belles Arts de Barcelona. El seu interès se centra en el camp de l'animació experimental i els seus treballs s'han vist projectats en diversos festivals i museus com ara el MACBA, Laboral, CCCB o Caixa Forum. Marcel Pié forma part, juntament amb Roc Albalat i Pau Artigas, de l'empresa Estampa SCP, amb la qual realitza encàrrecs de disseny gràfic, animació i programació, per artistes i institucions com ara Marcel·lí Antúnez, Àngels Margarit, Xcèntric o el Premi d'Honor de les Lletres Catalanes.